# 堀の内 (落語)
『堀の内』（ほりのうち）は古典落語の演目。粗忽者（あわて者）を主人公とした内容である。江戸落語の演目で、上方落語の『いらちの愛宕詣り』に相当する演目とされるが、内容には違いがある。
原話は全国的に見られる民話をベースとしているほか、隣家に間違えて帰る部分は『軽口福徳利』（宝暦2年・1752年）の「粗相な無礼」、銭湯の部分は『無事志有意』（ぶじしうい、寛政10年・1798年）の「そゝか」に見える。

## あらすじ
あわて者の熊五郎は､自分のそそっかしい癖を信心で治そうとして堀の内の御祖師様へお参りに行くことにする。道を間違えたり、自分がどこに行くのかを人に尋ねたり、落ち着こうと他人の家に勝手に上がったりと、あれこれ騒ぎを起こしながらようやく堀の内にたどり着く。
賽銭箱に小銭を投げようとして財布を投げ込んだり、弁当を出そうとするとかかあの腰巻きや枕が出てきたりと、ここでもトラブル続き。腹を立てながら帰宅してかかあに怒鳴りつけるがそこは隣の家だった。
気を取り直して息子の金坊と湯に行こうとするが、金坊をおんぶしようとしてかかあをおんぶしたり、湯屋の隣の床屋に入って服を脱ごうとしたりする。
湯屋に入っても粗忽な行動ばかり。「しょうがねえなあ」などと言いながら金坊の背中を流そうとするがいつまで洗っても金坊の背中が途切れない。金坊が「父ちゃん、湯屋の羽目板洗ってらあ」。